# Megabasis speculifera
Megabasis speculifera là một loài bọ cánh cứng trong họ Cerambycidae.